# Епархия Чилав
 Епархия Чилав (лат. Dioecesis Chilavensis) — епархия Римско-Католической Церкви с центром в городе Чилав в Шри-Ланке. Епархия Чилав входит в архиепархию Коломбо.

## История
Епархия Чилав была основана Ватиканом 5 января 1939 года, выделившись из архиепархии Коломбо. 15 марта 1987 года епархия Чилав отдала часть своей территории вновь образовавшейся епархии Курунегалы.

## Ординарии епархии
- епископ Louis Perera (5.01.1939 — 8.04.1939);
- епископ Edmund Peiris (12.01.1940 — 27.12.1972);
- епископ Frank Marcus Fernando (27.12.1972 — 19.10.2006);
- епископ Warnakulasurya Wadumestrige Devasritha Valence Mendis (с 19.10.2006 — по настоящее время).

## Источник
- Annuario Pontificio, Ватикан, 2007.